# Jean-François Marjewski
Jean-François Marjewski (ou Marczewski selon les sources) est un footballeur français d'origine polonaise, né le 11 décembre 1923 à Dourges (Pas-de-Calais) et mort le 25 juin 1976 à Fréjus.

## Carrière
De 1946 à 1949, il évolue aux SR Colmar, d'abord en D2, puis en Division 1, où il joue 34 matchs.
Après le dépôt de bilan de son club, il part au Racing Club de Lens, où il restera une saison, et jouera 30 rencontres de première division, marquant 7 buts.
Il finit sa carrière en D2, au FC Metz en 1950-1951, puis à l'US Valenciennes-Anzin.